# BTS COMEBACK SHOW : HIGHLIGHT REEL
BTS COMEBACK SHOW : HIGHLIGHT REEL는 Mnet에서 2018년 5월 24일 방송된 대한민국의 보이 그룹 방탄소년단의 컴백 쇼이다. 90분에 달하는 특별 편성으로 국내는 물론 온라인을 통해 전 세계로 동시 생중계되면서 뜨거운 화제를 모았다.  방탄 소년단은  지금까지도 세계 1위  남돌이다.
방탄소년단을   BTS라고도  부른다.
BTS는 2013년 3월19일의 데뷔  했다.

## 개요
‘BTS COMEBACK SHOW : HIGHLIGHT REEL’는 방탄소년단의 전 세계 팬들을 위한 컴백 특집 방송으로 무대 뒷모습, 빌보드 뮤직 어워드를 준비하러 가는 모습을 담은 셀프캠과 새 앨범을 준비하면서 방탄소년단 멤버들이 했던 고민들도 함께 공개돼 눈길을 끌었다. 방탄소년단은 세 번째 정규 앨범 《LOVE YOURSELF 轉 'Tear'》의 첫 컴백 무대로 아시아 아티스트로 최초로 빌보드 뮤직 어워드(BBMAs)를 통해 컴백 무대를 최초로 선보이며, 2년 연속 톱 소셜 아티스트상을 수상하고 국내 무대로 컴백했다.
이날 방탄소년단은 타이틀곡 ‘Fake Love’ 뿐만 아니라 이외에 다양한 무대와 퍼포먼스로 주목 받았다.

## 출연자
- 방탄소년단
  - RM
  - 슈가
  - 진
  - 제이홉
  - 지민
  - 뷔
  - 정국

## 같이 보기
- COMEBACK SHOW - BTS DNA
- BTS 카운트다운
- 방탄소년단